# Jeffrey Hamilton
Jeffrey Hamilton (Woerden, 18 maart 1988) is een Nederlands acteur, bekend van rollen als Fos Fischer in de soapserie Goede tijden, slechte tijden, Koen van Wageningen in SpangaS en Marco Steenhouwer in Overspel.

## Biografie
Hamilton is een zoon van acteur en regisseur Martin Hamilton. Op dertienjarige leeftijd maakte hij zijn televisiedebuut in de dramaserie Cool van de Teleac/NOT. Een jaar later speelde hij een rol in Het geheim van de Lindenborch, geregisseerd door zijn vader. Na deze opdracht maakte hij diverse malen zijn opwachting in televisieseries van SchoolTV.
Met zijn rol als Fos Fischer in de soapserie Goede tijden, slechte tijden beleefde Hamilton zijn grote doorbraak op televisie. Hij speelde de rol tussen 31 oktober 2005 en 24 april 2008. Naast zijn werk voor GTST behaalde Hamilton zijn havodiploma. Een jaar na zijn vertrek bij de soapserie maakte hij zijn opwachting in de jeugdserie SpangaS, waar hij het homoseksuele personage Koen van Wageningen speelde. Hamilton nam de rol over van Derk Stenvers. Naast de televisieserie maakte hij ook zijn opwachting in de speelfilm SpangaS op Survival. In het voorjaar van 2010 was Hamilton voor het laatst te zien in SpangaS.
In het jaar 2010 speelde Hamilton een rol in de korte speelfilm 8 Hoog, waarin hij samen met Niels Gomperts en Ilse Heus te zien is. In hetzelfde jaar begon hij met de opnames van de Overspel van de VARA, waarin hij de rol van de puberale Marco Steenhouwer speelt. Het eerste seizoen werd in het najaar van 2011 uitgezonden, het tweede seizoen in het najaar van 2013 en seizoen 3 in 2015. Hamilton speelde tevens een rol in de film Doodslag.
In 2014 speelt Hamilton in de telefilm Jongens van Mischa Kamp
In 2015 krijgt Hamilton de hoofdrol in de speelfilm Fataal ‘Fataal’. Een heftig verhaal waarin hij als eigenaar van een nachtclub, zelf het slachtoffer wordt van zinloos geweld. De Film wordt medio 2021 nog steeds op scholen getoond om leerlingen bewust te maken van de gevolgen van zinloos geweld.
Na zijn rol in Fataal speelt Hamilton diverse rollen in onder andere ‘Flikken Maastricht’ en in de Telefilm ‘Billy’.
In 2020 verscheen Jeffrey in de documentaire "Let's Dance" van Paul Ruven.
In 2021 speelt hij 1 van de discipelen bij the Passion van KRO-NCRV.
In 2023 speelt Jeffrey samen met acteurs Bart de Rijk (New Kids), Rienus Krul en Nick Golterman in de nieuwe komische serie “Talkpoeder”. Talkpoeder maakt korte absurdistische sketches.

## Filmografie
| Film      | Film                          | Film                | Film                 |
| Jaar      | Productie                     | Rol                 | Opmerkingen          |
| --------- | ----------------------------- | ------------------- | -------------------- |
| 2009      | SpangaS op Survival           | Koen van Wageningen |                      |
| 2010      | 8 Hoog                        | Olivier             | Korte film           |
| 2012      | Doodslag                      | Patrick             |                      |
| 2014      | Jongens                       | Niclas              |                      |
| 2016      | Fataal                        | Milan van Zalinghe  |                      |
| 2020      | Let's dance                   | Danser              | documentaire         |
| Televisie |                               |                     |                      |
| Jaar      | Productie                     | Rol                 | Opmerkingen          |
| 2003      | Het geheim van de Lindenborgh | Tom                 | Vaste rol            |
| 2005-2008 | Goede tijden, slechte tijden  | Fos Fischer         | Vaste rol            |
| 2009-2010 | SpangaS                       | Koen van Wageningen | Terugkerende gastrol |
| 2011      | Van God Los                   | Remco               | Afl. Doodslag        |
| 2011-2015 | Overspel                      | Marco Steenhouwer   | Vaste rol            |
| 2012      | Moordvrouw                    | Hidde Hoeksma       | Afl. Testfase        |
| 2021      | The Passion 2021              | Discipel            | Eenmalig             |